# Symbiotes armatus
Symbiotes armatus is een keversoort uit de familie zwamkevers (Endomychidae). De wetenschappelijke naam van de soort werd in 1881 gepubliceerd door Edmund Reitter.